# Acido 3-deidroshikimico
L'acido 3-deidroshikimico, noto anche nella forma anionica 3-deidroshikimato, è un importante intermedio biochimico in piante e microrganismi, precursore dell'acido shikimico.